# Cylindrepomus bayanii
Cylindrepomus bayanii là một loài bọ cánh cứng trong họ Cerambycidae.